# Hrvatsko društvo katoličkih novinara
Hrvatsko društvo katoličkih novinara (HDKN) je strukovna udruga hrvatskih novinara katoličke provenijencije sa sjedištem u Zagrebu.

## Povijest
Proizašla je iz Društva katoličkih novinara Jugoslavije 1990. godine, kada se odvojilo Slovensko društvo katoličkih novinara, a u Hrvatskom društvu katoličkih novinara ostali su i novinari iz BiH i Vojvodine (također Hrvati). 
Osnivač i prvi predsjednik bio je fra Mirko Mataušić.

## Djelokrug
Udruga među ciljevima ima: 
- okupljati hrvatske građane, katoličke vjernike koji aktivno sudjeluju u javnim glasilima;
- organizirati tečajeve, savjetovanja, predavanja, seminare, kongrese, tribine, radionice, škole i slične stručne skupove o problemima novinarstva i javnoga komuniciranja;
- poticati i pomagati studente i mlade stručnjake na bavljenje novinarstvom i proučavanjem fenomena javnoga komuniciranja u društvu i u Crkvi;
- izdavati stručne publikacije sukladno zakonu;
- obavljati druge poslove koji pridonose ostvarivanju ciljeva utvrđenih Statutom.

## Vanjske poveznice
- Službene mrežne stranice (hdkn.hr)